# 大练乡
大练乡是中国福建省福州市平潭县下辖的一个乡，因在大练岛上而得名。2021年4月，撤销苏澳镇、平原镇、大练乡、白青乡，设立苏平镇，行政区域界线随原苏澳镇、平原镇、大练乡、白青乡行政区域界线。

## 行政区划
2021年撤销前，大练乡下辖以下地区：
立新村、西礁村、秀礁村、东礁村、渔限村、月举村、舍仁宫村、瑞洋村和围东村。